# María Alejandra Salazar
María Alejandra Salazar Rojas (Neiva, 28 de agosto de 1997) es una estudiante de comunicación social y reina de belleza colombiana, con licenciatura en el idioma Inglés. Es reconocida principalmente por haber representado al departamento del Huila en el Señorita Colombia 2019-20 y Miss Universe Colombia 2024 donde en ambos concursos ocupó el título de Virreina Nacional (Primera Finalista).

## Biografía

### Vida personal
María Alejandra Salazar nació en Neiva, Huila el 28 de agosto de 1997. Es estudiante de Comunicación Social y Periodismo en la Corporación Universitaria Minuto de Dios y posee una Licenciatura en Inglés de la Universidad Surcolombiana.

### Señorita Huila 2019
La Huilense tomó la decisión de participar en el certamen regional de su departamento como representante del municipio de Garzón, de donde tiene raíces familiares. Durante la competencia, fue una de las grandes favoritas del público y la prensa, lo que la catapultó al Top 3 de finalistas. En julio de 2019, Salazar fue nombrada como la nueva reina del Huila, convirtiéndose desde ese momento, en una competidora fuerte por el título de Señorita Colombia.

### Señorita Colombia 2020
Con un favoritismo en auge, la joven arribó a Cartagena a principios del mes de noviembre de 2019. Durante la concentración, se destacó por su nivel competitivo, el cual la llevó a ser parte del Top 3 del concurso especial Reina de la Policía y, más adelante, a ganar el premio al Mejor traje artesanal. En noche de coronación logró avanzar todos los cortes hasta llegar al Top 5, en donde al final del evento, fue proclamada como Virreina Nacional de la Belleza, siendo la reina del Quindío, María Fernanda Aristizábal, la ganadora del título nacional.

### Miss Internacional 2021
Al haber ocupado el puesto de Virreina Nacional, María Alejandra representaría a Colombia en el certamen japonés de Miss Internacional, el cual se celebra año tras año en la ciudad de Tokio. No obstante, a raíz de la Pandemia de Coronavirus COVID-19 las ediciones 2020 y 2021 del certamen fueron canceladas, generando que Alejandra no pudiera competir en el certamen internacional en representación a su país, ya que para el 2022 la Virreina Nacional de Señorita Colombia 2021, Natalia López de Quindío fue seleccionada como la representante de Colombia en el concurso.

### Miss Universe Colombia 2024
Salazar, representando nuevamente al Huila, llegó como una de las grandes favoritas del público para llevarse la corona, alusiva a su experiencia en el concurso nacional anterior al que había participado.El 2 de junio de 2024 se llevó a cabo en el Centro de Eventos del Caribe Puerta de Oro, Barranquilla, Colombia la 5.ª edición del certamen, donde concursaron 30 candidatas provenientes de diferentes departamentos, ciudades y distritos. Al final del evento María Alejandra obtuvo el título de Primera Finalista, siendo la ganadora del certamen la reina del Valle del Cauca, Daniela Toloza Rocha.

### Miss Cosmo Colombia 2024
El 11 de agosto de 2024 fue designada como Miss Cosmo Colombia 2024 el cual obtiene el derecho para representar a nuestro país en la primera edición de Miss Cosmo al realizarse en Vietnam en el mes de septiembre, a raíz de ello por temas legales y contractuales deja el título de Primera Finalista de Miss Universe Colombia obtenido el 2 de junio en Barranquilla; de esta manera María Alejandra cumple su anhelo de participar en un certamen internacional en su etapa como reina.